# Милликин, Хью
Хью Ро́нальд Алекса́ндр Ми́лликин (англ. Hugh Ronald Alexander Millikin; 4 июля 1957, Норт-Ванкувер, Британская Колумбия, Канада) — австралийский (первоначально канадский) кёрлингист. Международный спортивный функционер: вице-президент Всемирной федерации кёрлинга (с 2014 года).
Играет на позиции четвёртого. Скип своей команды.
Девятикратный чемпион Тихоокеанского региона (1991, 1992, 1993, 1994, 1995, 1996, 1997, 2005, 2006).
Участвовал со сборной Австралии в зимних Олимпийских играх 1992 года (кёрлинг был представлен на этих Играх как демонстрационный вид спорта), где ведомая им в качестве скипа команда финишировала последней в своей группе, проиграв все свои матчи и заняв общее 7-е место.
Участвовал в девяти чемпионатах мира среди мужчин. Наивысший результат — 6-е место в чемпионатах 1992, 1993 и 2008.
Трижды бронзовый призёр чемпионатов мира среди ветеранов (2010, 2011 и 2014).
Практикует также кёрлинг для смешанных команд (составленных из двух мужчин и двух женщин): в частности, являлся скипом смешанной сборной Австралии на чемпионате мира 2016.
Играет и в кёрлинг для смешанных пар (команда из мужчины и женщины): в частности, участвовал в чемпионатах мира 2010 (5-е место) и 2011 (16-е место).
Обладатель почётного приза Collie Campbell Memorial Award (вручается кёрлингисту, который показывает наилучший уровень игры в кёрлинг и наилучшим образом демонстрирует «дух кёрлинга»), приз вручен на чемпионате мира среди мужчин 1993.
Начал играть в кёрлинг, ещё проживая в Канаде. В 1986 году, когда жил в провинции Онтарио, играл на позиции второго в смешанной команде скипа Dave Van Dine, выигравшей Чемпионат Канады по кёрлингу среди смешанных команд.
Позднее переехал в Австралию, где много лет является одним из ведущих кёрлингистов. Его команда регулярно приезжает в Канаду, где тренируется и участвует в различных турнирах. С командой в Канаде нередко работает знаменитый канадский тренер Эрл Моррис, который тренировал сборную Австралии в 2006—2008 годах.